# Domenico Gizzi
Domenico Gizzi (Arpino (Laci), 1680 - Nàpols, 1745), fou un professor de cant i compositor italià.
Primerament es dedicà a la composició i després obrí una escola de cant que no tardà en fer-se cèlebre pels il·lustres deixebles que d'ella en sortiren, entre ells Gioacchino Conti, el qual en reconeixement de Gizzi es posà de nom artístic Gizziello, nom pel qual és conegut en la història de la música.